# Logania tortuosa
Logania tortuosa är en tvåhjärtbladig växtart som beskrevs av Herbert. Logania tortuosa ingår i släktet Logania och familjen Loganiaceae. Inga underarter finns listade i Catalogue of Life.